# 新日本聖書刊行会
一般社団法人新日本聖書刊行会（しんにほんせいしょかんこうかい）は、福音派のキリスト教会による聖書の日本語翻訳をすすめる組織である。2009年には、新改訳聖書の著作権を一般社団法人新改訳聖書刊行会より継承した。

## 沿革
- 2009年1月6日 - 設立
- 2009年10月1日 - 一般社団法人新改訳聖書刊行会と合併